# (7594) Shotaro
(7594) Shotaro est un astéroïde de la ceinture principale.

## Description
(7594) Shotaro est un astéroïde de la ceinture principale. Il fut découvert le 19 janvier 1993 à Geisei par Tsutomu Seki. Il présente une orbite caractérisée par un demi-grand axe de 2,42 UA, une excentricité de 0,18 et une inclinaison de 3,8° par rapport à l'écliptique.

## Compléments